# وولف هيلموت واغنر
كان وولف هيلموت واغنر من مواليد 27. نوفمبر 1914 في لايبزيغ والمتوفى سنة 1993 في نونهورن طبيبا ألمانيا.

## حياته
كان واغنر رئيسًا لمختبر الطفيليات ولاحقًا في مجموعة العلاج الكيميائي في شركة هوكست. كان لديه لقب الأستاذ.